# Adolfo Ruiz Cortines (Michoacán)
Adolfo Ruiz Cortines es una localidad del estado mexicano de Michoacán. Es parte del municipio de Tangancícuaro.

## Toponimia
El nombre de la localidad rinde homenaje a Adolfo Ruiz Cortines, presidente de México de 1952 a 1958.

## Demografía
| Gráfica de evolución demográfica |
|                                  |

| Censo | Población |
| ----- | --------- |
| 1970  | 357       |
| 1980  | 535       |
| 1990  | 644       |
| 2000  | 928       |
| 2010  | 1277      |
| 2020  | 1519      |